# Scopula heba
Scopula heba là một loài bướm đêm trong họ Geometridae.